# Encefalopatia bokserska
Encefalopatia bokserska (łac. encephalopatia pugilistica, dementia pugilistica (DP), ang. traumatic encephalopathy, CTE, chronic boxer’s encephalopathy, traumatic boxer’s encephalopathy, boxer's dementia, punch-drunk syndrome) – choroba neurologiczna, która występuje głównie u sportowców uprawiających sporty kontaktowe i narażonych na urazy głowy, zwłaszcza bokserów, i jest związana z przewlekłym urazowym uszkodzeniem mózgu. Encefalopatia bokserska jest ciężką postacią przewlekłego urazowego uszkodzenia mózgu. Encefalopatia rozwija się po dłuższym czasie, średnia wieku pojawienia się objawów to 12–16 lat od momentu rozpoczęcia kariery. Ocenia się, że encefalopatia bokserska dotyczy około 20% bokserów.